# FK Mladost Lučani
Pour les articles homonymes, voir Mladost.
Maillots
Dernière mise à jour : 12 avril 2025.
Le Fudbalski Klub Mladost Lučani (en serbe : Фудбалски Клуб Младост Лучани), plus couramment abrégé en Mladost Lučani, est un club serbe de football fondé en 1952 et basé dans la ville de Lučani.

## Bilan sportif

### Palmarès
| Compétitions nationales                                                                                       |
| --- |
| - Coupe de Serbie : - Finaliste : 2017-18. - Championnat de Serbie D2 (2) : - Vainqueur : 2006-07 et 2013-14. |

### Bilan par saison
| Saison    | Championnat | Championnat | Championnat | Championnat | Championnat | Championnat | Championnat | Championnat | Championnat | Championnat | Coupe de Serbie     |
| Saison    | Division    | Pos         | Pts         | J           | V           | N           | D           | BP          | BC          | Diff        | Coupe de Serbie     |
| --------- | ----------- | ----------- | ----------- | ----------- | ----------- | ----------- | ----------- | ----------- | ----------- | ----------- | ------------------- |
| 2006-2007 | 2e          | 1er         | 82          | 32          | 24          | 10          | 4           | 49          | 19          | +30         | —                   |
| 2007-2008 | 1re         | 7e          | 38          | 33          | 8           | 14          | 11          | 32          | 41          | -9          | Seizièmes de finale |
| 2008-2009 | 2e          | 14e         | 38          | 34          | 10          | 8           | 16          | 25          | 43          | -18         | Seizièmes de finale |
| 2009-2010 | 2e          | 14e         | 42          | 34          | 9           | 15          | 10          | 33          | 31          | +2          | Huitièmes de finale |
| 2010-2011 | 2e          | 9e          | 45          | 34          | 11          | 12          | 11          | 29          | 32          | -3          | Tour préliminaire   |
| 2011-2012 | 2e          | 3e          | 53          | 34          | 13          | 14          | 7           | 42          | 27          | +15         | Seizièmes de finale |
| 2012-2013 | 2e          | 9e          | 43          | 34          | 10          | 13          | 11          | 31          | 35          | -4          | Seizièmes de finale |
| 2013-2014 | 2e          | 1er         | 60          | 30          | 18          | 6           | 6           | 42          | 20          | +22         | Seizièmes de finale |
| 2014-2015 | 1re         | 7e          | 40          | 30          | 11          | 7           | 12          | 41          | 47          | -6          | Seizièmes de finale |
| 2015-2016 | 1re         | 9e          | 47          | 37          | 11          | 14          | 12          | 34          | 44          | -10         | Seizièmes de finale |
| 2016-2017 | 1re         | 4e          | 60          | 37          | 18          | 6           | 13          | 46          | 44          | +2          | Quarts de finale    |
| 2017-2018 | 1re         | 10e         | 44          | 37          | 11          | 11          | 15          | 44          | 52          | -8          | Finale              |
| 2018-2019 | 1re         | 5e          | 57          | 37          | 16          | 9           | 12          | 49          | 37          | +12         | Demi-finales        |
| 2019-2020 | 1re         | 9e          | 43          | 30          | 13          | 4           | 13          | 31          | 40          | -9          | Quarts de finale    |
| 2020-2021 | 1re         | 7e          | 54          | 38          | 15          | 8           | 15          | 40          | 47          | -7          | Huitièmes de finale |
| 2021-2022 | 1re         | 11e         | 45          | 37          | 12          | 9           | 16          | 46          | 52          | -6          | Seizièmes de finale |
| 2022-2023 | 1re         | 11e         | 38          | 37          | 9           | 11          | 17          | 40          | 57          | -17         | Seizièmes de finale |

Légende
- Finaliste ou vice-champion de la compétition.
- Promotion en division supérieure.
- Relégation en division inférieure.

### Bilan européen
Note : dans les résultats ci-dessous, le score du club est toujours donné en premier
| Saison    | Compétition  | Tour           | Club        | Domicile | Extérieur | Total |
| --------- | ------------ | -------------- | ----------- | -------- | --------- | ----- |
| 2017-2018 | Ligue Europa | Premier tour Q | Inter Bakou | 0 - 3    | 0 - 2     | 0 - 5 |

Légende
- Victoire ou qualification pour le tour suivant
- Match nul
- Défaite ou élimination de la compétition

## Personnalités du club

### Présidents du club
- Vujadin Vasović
- Vladimir Đorđević

### Entraîneurs du club
| - Stanislav Karasi - Predrag Plazinić (2006 - 2007) - Nenad Milovanović (2007 - 2008) - Živorad Jelić (2008) - Ljubiša Dmitrović (2009) - Nenad Markićević (2010) - Miloljub Kovačević (2010) | - Branko Božović (2011) - Dejan Nikolić (2011 - 2012) - Neško Milovanović (2012) - Ljubiša Dmitrović (2012 - 2013) - Nenad Milovanović (2013) - Vladica Petrović (2013) - Nenad Milovanović (2014 - 2019) | - Goran Stanić (2019 - 2020) - Nenad Milovanović (2020 - 2021) - Darko Rakočević (2021) - Ivan Stefanović (2021) - Dragiša Žunić (2022 - ) |

### Effectif actuel du club[Quand?]
| N° | Nat.                 | Poste | Nom du joueur              |
| -- | -------------------- | ----- | -------------------------- |
| 3  | Drapeau de la Serbie | D     | Marko Jevremović           |
| 4  | Drapeau de la Serbie | D     | Ivan Milošević (capitaine) |
| 5  | Drapeau de la Serbie | M     | Jovan Markoski             |
| 7  | Drapeau de la Serbie | M     | Stefan Dimić               |
| 8  | Drapeau de la Serbie | A     | Stefan Golubović           |
| 11 | Drapeau de la Serbie | M     | Uroš Sinđić                |
| 15 | Drapeau de la Serbie | M     | Aleksandar Pejović         |
| 17 | Drapeau de la Serbie | M     | Ivan Pešić                 |
| 18 | Drapeau du Nigeria   | A     | Obiora Odita               |
| 21 | Drapeau de la Serbie | M     | Despot Obrenović           |
| 22 | Drapeau de la Serbie | G     | Zlatko Zečević             |
| 23 | Drapeau de la Serbie | G     | Dragan Rosić               |
| 27 | Drapeau de la Serbie | M     | Vladimir Radivojević       |

| No. | Nat.                             | Position | Nom du joueur     |
| --- | -------------------------------- | -------- | ----------------- |
| 28  | Drapeau de la Serbie             | D        | Nikola Andrić     |
| 31  | Drapeau du Monténégro            | M        | Janko Tumbasević  |
| 33  | Drapeau de la Serbie             | M        | Lazar Selenić     |
| 35  | Drapeau de la Serbie             | D        | Nikola Leković    |
| 40  | Drapeau de la Serbie             | M        | Stefan Mihajlović |
| 44  | Drapeau de la Bosnie-Herzégovine | D        | Petar Jovanović   |
| 55  | Drapeau de la Serbie             | M        | Miloš Ristić      |
| 73  | Drapeau de la Serbie             | A        | Lazar Jovanović   |
| 77  | Drapeau de la Serbie             | M        | Predrag Pavlović  |
| 81  | Drapeau de la Serbie             | G        | Damjan Knežević   |
| 90  | Drapeau du Nigeria               | A        | Victor Amos       |
| 93  | Drapeau de la Bosnie-Herzégovine | D        | Miloš Šatara      |

## Identité du club

Ancien logo Logo
Logo actuel